# アナグマ亜科
アナグマ亜科（アナグマあか、Melinae）は、哺乳綱食肉目イタチ科に含まれる亜科。

## 分布
ユーラシア大陸、インドネシア、日本

## 形態
ずんぐりとした体つき、細長い顔、四肢は短く、前肢には鋭いかぎ爪を持つ。視力は弱く、嗅覚や聴覚が発達している。
前足にある丈夫なかぎ爪を用いて、地中に深い巣穴を掘る。イタチ科は単独生活をする種が多いが、アナグマは群れを作って生活している。雑食性で、ネズミなどの小型哺乳類、鳥類の卵、昆虫、果実などを食べる。

## 分類
かつてはアナグマ属・アメリカアナグマ属・イタチアナグマ属・スカンクアナグマ属（スカンク科へ分割）・ブタバナアナグマ属で本亜科を構成する説もあった。一方で2005年のMSW3では本亜科はイタチ亜科に含まれ認められていなかった。2008年に発表されたイタチ科の核DNAやミトコンドリアDNAの最大節約法・最尤法・ベイズ法による系統推定では、アナグマ属とブタバナアナグマ属は単系統群を形成しこの単系統群はアメリカアナグマ属・ラーテル属に次いで分岐した系統だと推定されている。一方で従来のアナグマ亜科の単系統性は否定された。この論文ではイタチ科内の亜科の復活や再定義も提唱しており、その説に従えば本亜科はアナグマ属とブタバナアナグマ属のみで構成される。
以下の分類はSato (2016)、和名は川田ら (2018)、英名はWozencraft (2005)・Helgen et al. (2008)に従う。
- ブタバナアナグマ属 Arctonyx（ブタバナアナグマA. collarisとされていた種が3種に分割[7]）
  - Arctonyx albogularis Northern hog-badger
  - Arctonyx collaris  Greater hog-badger
  - Arctonyx hoevenii Sumatran hog-badger
- アナグマ属 Meles
  - Meles anakuma アナグマ Japanese badger
  - Meles canescens（ヨーロッパアナグマから分割[8]）
  - Meles leucurus アジアアナグマ Asian badger
  - Meles meles ヨーロッパアナグマ European badger

## 人間との関係
日本にはニホンアナグマが生息するが、古来タヌキなどと混同され、呼称もタヌキ、ムジナ、ミ（マミ）などが入り乱れて混乱していた。
アナグマの毛皮は衣料として用いられる他、その毛は筆や刷毛として用いられている。肉は大変美味であるといい、味噌で煮込んだ鍋料理は「ムジナ汁」「タヌキ汁」などの名で知られる。